# ジャパンゲームコンベンション
ジャパンゲームコンベンションとは、毎年夏に行われる、日本のアナログゲームの宿泊型イベントのこと。JGCの略称で知られる。企業主導のイベントであり、日本でアナログゲームを出版している多くのメーカーが参加している。

## 概要
アメリカのアナログゲームの宿泊型イベントであるオリジン・ゲーム・フェアやGen Con（ジェンコン）の日本版として1996年よりゲーム出版懇話会が主催に開始された。
JGCは毎年の8月の最終の金曜から日曜までの二泊三日をホテルなどの宿泊施設の一部を借り切って行われる（2005-2011は新横浜プリンスホテル）。ホテルの部屋ごとに参加企業が独自の企画を立ち上げ、参加者は開催期間中に、好きな部屋にいってその企画を楽しむことができる。なお、宿泊参加者は宿泊用の部屋を与えられてイベントに参加しないときは部屋で休むことができる。
JGCで開催される企画は多岐に渡るが、基本的には大きく以下の6つに分けられる。
- 企業によるゲーム体験会（ボードゲーム、カードゲームなどが多い）
- 業界人によるトークイベント（新作発表会を兼ねることもある）
- トレーディングカードゲームの公式大会
- テーブルトークRPGの公式コンベンション
- 会場全体を使用して行う公式ライブRPG
- ゲームの物販

### フリープレイ
JGCは大型の企業イベントではあるが、参加者が自由に企画を立てられるフリープレイも魅力の一つである。
JGCでは毎年、フリープレイ用の部屋としてテーブルが並べられた大広間を用意している。JGC参加者はテーブルを借りたい時間を「予約」することで、そのテーブルを自由に使えるのである。運営側は基本的にテーブル使用時間の管理以外は何も行わないので、テーブルを借りた参加者はそこで何をしてもいい。
フリープレイルームの前には掲示板がおかれ、そこで一緒に遊びたい仲間を募集することもできる。フリープレイルームは、抽選に使用する時間を除き開放されている。
フリープレイルームでなく自分の宿泊部屋でゲームをプレイする参加者もいるが、これは運営側は関与しない自己責任の範疇の行為であり、掲示板でそのようなことを告知することは禁止されている。
フリープレイは企業参加しているゲストも一般参加者も等しく同じ形で使用することができる、発表もされていない開発中の新作ゲームのテストプレイが「非公式に」デザイナーによりフリープレイで行われることもある。
鈴木銀一郎がフリープレイに不定期に卓を立てて、対戦ゲームでゲーマー100人斬りをすることはJGCの名物ともなっている。

## 歴史
JGCの存在がはじめに告知されたのは1994年のことである。メーカーの枠を超えたアナログゲームの大規模な祭典ということで、当時存在していたほぼ全てのテーブルトークRPGの雑誌に「1995年夏に『JGC95』が開催予定」と告知された。主催はいくつかのメーカーの合同により結成された「ゲーム出版懇話会」であった。
しかし、このJGC95は開催されずに計画が頓挫してしまう。これの原因について諸説あるが、懇話会に当初参加していたホビージャパンがなんらかの原因で急遽脱退したためとも言われている（以後、ホビージャパンは2006年のJGCまでは、参加企業としてもJGCには関わらなかった）。
JGC参加者の予約受付はすでに開始されており、なんらかのイベントを開く必要があったため、ゲーム出版懇話会はJGCの代替イベントとして『夏のTRPG祭り95』の開催を急遽決定する。このイベントは宿泊型でなく一日のみのものであったが、メーカーの枠を超えたアナログゲーム専門イベントという意味では日本初のものであった。
懇話会は1996年に第一回目のJGC『JGC96』を正式に開催。第一回目のJGCは完全な宿泊型イベントでなく、JGC自体は8月30日に一日だけ晴海で行われるテーブルトークRPGの企業コンベンションであり、それとは別に8月28日～29日の二日間に『JGC前夜祭』という別のイベントを東京のホテル浦島で行うというものであった。これは運営サイドがまだ宿泊型イベントのノウハウを持っていなかったため、「一日限りの企業コンベンション」をメインに据えて、宿泊イベントの方を「テスト運用」的に計画したためだと思われる。前夜祭はユーザーも業界人も「一参加者」として区別なく手探りで進められた観があるが、このときの試行錯誤が以降のJGCにおける各企業の企画モデルとなっている。
JGC96での前夜祭の好評を受け、1997年にもJGCは継続して開催された。97年からは3日間の全日程がJGCとなり、ここから現在のJGCの形態が始まるようになる。会場は2003年まではホテル浦島が使用された。なお、1997年のJGCはホテル浦島とは別に近隣のコンベンション会場も借りてそちらを第二会場としていたが、二会場規模の大規模なJGCは2010年現在この一度きりである。
2001年からは毎年3月に関西地方でもJGCが行われるようになる。これは「JGC-WEST」と呼ばれ、大阪南港のコスモスクエア国際交流センターにて一泊二日で開催されるイベントである。内容自体は夏のJGCとまったく変わらず、違いは規模と開催日数だけになっている。JGC-WESTは2004年まで全5回開催されたが、2005年はゲーム出版懇話会でなくアークライトの主催で「RCON-WEST」と名前を変えて開催。そして2006年以降はJGC-WESTもRCON-WESTも行われていない。
2003年の秋にホテル浦島が取り壊されたため、2004年のJGCからは会場が変更された。横浜プリンスホテルが新会場となったのだが、交通の不便さや近隣にコンビニさえないことなどから参加者には不評であった。また、会場変更にともない規模が縮小されてしまい、2004年のJGCでは、キャパシティオーバーでどこの企画にも参加できず、フリープレイルームのテーブルにさえ空きがなくてホテルの廊下で「難民」と化した参加者が続出。大きな問題となった。
この時の混乱によって、2005年以降からのJGCではイベントの予約や整理券の配布などに様々な工夫するようになる（ホテル浦島時代は人数に余裕があった分、このあたりのモラルが参加者、運営者ともに薄かったので意識改革としては怪我の功名でもあった）。
2006年の6月の横浜プリンスホテルの閉鎖にともない、2006年のJGCはふたたび会場変更され、新横浜プリンスホテルが選ばれる。2006年のJGCは宿泊参加者の募集が例年よりも早く締め切られたり、当日参加者にはイベント参加制限がつけられることが事前に告知されるなど、例年よりも徹底した参加者の人員管理が行われ、2004年のような会場変更に伴う運営の混乱はさしてなかった。
2016年のJGCはアークライトの単独主催となり、開催日時も2日間に短縮された。その開会式で、次回よりイベント名を「TRPGフェスティバル」に変更し、会場も静岡県熱海市にあるホテル大野屋に変更されることが告知された。従って、2016年の大会がJGCの名称を用いた最後の大会となった。

## 年表
- 1995
  - 夏のTRPG祭り'95 - 1995年8月27日（日）に東京国際見本市会場にて開催。C館を借り切って行われた日本初の企業合同イベント。この時点では単純なテーブルトークRPGの大型コンベンションであり、ボードゲームやカードゲームもほとんど扱われなかった。GMは雑誌上での一般公募で抽選で決められており、当日参加者が飛び込みで卓を立てられるフリースペースは存在していなかった。
- 1996
  - JGC前夜祭 - 1996年8月23日（金）～24日（土）に晴海のホテル浦島にて開催。『JGC'96』の付属イベントとして晴海のホテル浦島で行われた宿泊イベント。この前夜祭が後のJGCのモデルとなる。
  - JGC'96 - 1996年8月25日（日）に幕張メッセにて開催。企業ごとにブースがつくられ、そこで製品紹介や体験会、物販などが行われるという形式であった（東京ゲームショーのアナログゲーム版といった雰囲気）。なお、このようなエキシビジョン形式はJGC'96以降はほとんど見られない。95年の『夏のTRPG祭り』と同じようなテーブルトークRPGのコンベンションも、一つのブースとして行われていた。
- 1997
  - JGC'97 - 1997年8月29日（金）～31日（日）に晴海のホテル浦島にて開催。「金曜日の夕方6時から日曜日の夕方6時までの48時間イベント」という現在のJGCの形式が一番初めに開催された。この年よりトレーディングカードゲームの扱いが大きくなりアナログゲームの総合イベントとの色合いが強まる。『JGC'96』を継続する形で、晴海のコンベンションセンターを第二会場としてそこに企業の新製品の出展ブースを設けていた。（TCGの大会などもそちらメインで行われ、テーブルトークRPGと会場が区分されていた）。しかし二会場制はこの年限りとなる。
- 1998
  - JGC'98 - 1998年8月28日（金）～30日（日）に晴海のホテル浦島にて開催。運営スタッフの人手不足よりボランティアスタッフ制度を導入。
- 1999
  - JGC'99 - 1999年8月27日（金）～29日（日）に晴海のホテル浦島にて開催。前年のボランティアスタッフ制度からアルバイトスタッフ制度へ移行。これは現在まで続いている。
- 2000
  - JGC2000 - 2000年8月25日（金）～27日（日）に晴海のホテル浦島にて開催。
- 2001
  - JGC-WEST01 - 2001年3月17日（土）～18日（日）に大阪のコスモスクエア国際交流センターにて開催。初の関西地域でのJGC。
  - JGC2001 - 2001年8月24日（金）～26日（日）に晴海のホテル浦島にて開催。
- 2002
  - JGC-WEST02 - 2002年3月9日（金）～10日（日）に大阪のコスモスクエア国際交流センターにて開催。
  - JGC2002 - 2002年8月30日（金）～9月1日（日）に晴海のホテル浦島にて開催。F.E.A.R.社が部屋を一つ借り切って48時間連続のコンベンションを開催。話題になるが負担の大きさからこの年限りのイベントとなった。
- 2003
  - JGC-WEST03 - 2003年3月22日（土）～23日（日）に大阪のコスモスクエア国際交流センターにて開催。開会式にてグループSNE代表の安田均が「TRPG復活宣言」を行った。
  - JGC2003 - 2003年8月22日（金）～24日（日）に晴海のホテル浦島にて開催。ホテル浦島の取り壊しに伴い、ホテル浦島の最後のJGCとなる。JGC2003のパンフレットには「どうなる？　JGC」という煽りで次回の会場の目処がまだたっていないことが告知され、ファンを少なからず動揺させた。
- 2004
  - JGC-WEST04 - 2004年3月13日（土）～14日（日）に大阪のコスモスクエア国際交流センターにて開催。JGC-WESTとしては最後の大会。
  - JGC2004 - 2004年8月22日（金）～24日（日）に横浜プリンスホテルにて開催。新しい会場での開催だったが慣れぬ運営で様々な混乱を起こした。スペースは全体的にホテル浦島時代より縮小している。
- 2005
  - RCON-WEST05 - 2004年3月19日（土）～20日（日）に大阪のコスモスクエア国際交流センターにて開催。主催が懇話会でなくアークライトの単独となったため、JGCではなくRCON（Role&Roll誌主催のコンベンション）の特別大会という位置づけになる。ただし、内容は今までのJGC-WESTと変わらず複数企業参加型イベントである。2006年12月現在、最後に行われた関西地域でのJGCである。
  - JGC2005 - 2005年8月26日（金）～28日（日）に横浜プリンスホテルにて開催。JGC10周年記念大会。会場規模は前年よりかは多少拡大した。（しかし、ホテル浦島時代よりはまだ縮小している）　ガープス（第4版）の日本語版がJGC2005開催と同時発売する予定になっていたため、その発売記念としてスティーブ・ジャクソンが特別ゲストに招かれている。（しかし肝心のガープス第4版は直前に諸事情で発売が延期してしまい、JGC会場での購入ができなかった）
- 2006
  - JGC2006 - 2006年8月18日（金）～20日（日）に新横浜プリンスホテルにて開催。2004年からの会場である横浜プリンスホテルの倒産に伴い二度目の会場変更。2004年の教訓から人数管理を徹底したため会場変更に伴う運営の混乱はさして起こらなかった。その一方、この年のJGCより難民問題の緩和を目的として「当日参加者は参加できないイベント」が大量に増えることになる。特にフリープレイルームの当日参加者の使用禁止は大きな賛否両論を呼んだ。会場規模は前年とさほど変わっていない。また、この年のJGCはホビージャパンが初めて参加した大会になっている。
- 2007
  - JGC2007 - 2007年8月31日（金）～9月2日（日）に新横浜プリンスホテルにて開催。前年と異なり、一部のイベントには当日参加者も参加できるようになった。この効果か、前年より200人ほど参加者が増加している。
- 2008
  - JGC2008 - 2008年8月22日（金）～8月24日（日）に新横浜プリンスホテルにて開催。参加受付は5月21日から開始されたが、25日午前中には締切となる盛況ぶりを見せた。参加者は前年から微増。最終日はサザンオールスターズの30周年記念ライブの関係でイベント終了前後の会場周辺は大変に混雑した。また同日午後は熱海ー小田原間で豪雨が発生したため、新幹線をはじめJR線を復路の交通に使用したゲスト、一般参加者の多くが新横浜駅で足止めを食らう事態も発生している。
- 2009
  - JGC2009 - 2009年9月4日（金）～9月6日（日）に新横浜プリンスホテルにて開催。この年から「イベントリザーブ制」が導入された。宿泊予約時に複数の公式コンベンションへの参加希望を提出することによって、その中から「必ず」いずれか一つのイベントに参加できる権利を与える制度であり、これまでのように会場での抽選に全て漏れ、一度も公式コンベンションに参加できなかったという参加者への救済措置とされる。また「ライブRPG」については、宿泊参加者であってもこの事前予約で希望を提出し、当選しない限りは参加することが不可能となっている。
- 2010
  - JGC2010 - 2010年9月3日（金）～9月5日（日）に新横浜プリンスホテルにて開催。
- 2011
  - JGC2011 - 2011年8月19日（金）～8月21日（日）に新横浜プリンスホテルにて開催。会場となるホテルの改装などにより、シングル部屋の確保ができなくなったため、「ツイン（二人部屋）」の部屋タイプのみの予約となった。また、JGC2006以降は当日参加者はフリープレイルームを使用できなかったが、最終日のみ当日参加者も参加可能なフリープレイコーナーが新たに設置された。
- 2016
  - JGC2016 - 2016年9月3日（土）～9月4日（日）に新横浜プリンスホテルにて開催。アークライトの単独主催となり、開催日も2日と短縮された。開会式で次回から名称を「TRPGフェスティバル」に変更、会場も熱海市のホテル大野屋になることが発表され、JGCの名称では最後の大会となった。また、鈴木銀一郎が体調不良で欠席し、恒例となっていた開会式、閉会式での掛け声を安田均が代行した。

## 運営
JGCの運営は「ゲーム出版懇話会」（以後、懇話会と略す）によって行われている。
懇話会はアナログゲームに関係する複数の出版社、ゲームメーカーによって1996年に結成されたアナログゲームの普及と振興を目的とした団体。略称はGPA(Game Publishers Association)。
JGCはこの懇話会の加盟各社より作られた「JGC実行委員会」によって主催・運営されているとされるが、実際にはJGCの運営の部分以外でのゲーム出版懇話会の活動は結成以来ほとんどないため、現状ではJGC実行委員会＝ゲーム出版懇話会となっている。
2014年8月現在は懇話会は以下の6社によって運営・活動が行なわれている。
- 株式会社KADOKAWA アスキー・メディアワークス
- 株式会社KADOKAWA エンターブレイン
- 株式会社KADOKAWA 富士見書房
- 有限会社 ゲーム・フィールド
- 株式会社 新紀元社
- 株式会社 ホビーベースイエローサブマリン

実際のJGCの主要な運営組織は株式会社アークライトなのだが、アークライト自体は懇話会には加盟していない。このことに関する詳細や経緯は不明であるが、アークライトが「ゲーム製作」は行っていても「出版社」としての活動がメインにはなっていないからだとも思われる。
なお、JGCに企業としてなんらかの企画をもって参加すること自体は、懇話会に加盟していなくても可能である。
懇話会はあくまでJGC全体の運営に関係することができる企業である。
また、JGC公式トラベルエージェントとしてJTBが宿泊参加者の申し込みを委託している。

### 難民問題
JGCの運営で特に重要視されているのは、「難民」への対策である。JGCでは第一回の開催以来、毎年「目的としていた企画の部屋に人数オーバーで参加できず、やりたいゲームが何もないままホテルの廊下で呆然とする」という参加者が発生している。難民化はその参加者のモチベーションを下げるだけでなく、空いている企画を探してホテル内を徘徊すること自体がほかの参加者やホテルの一般宿泊客に迷惑をかける要因となるため大きな問題となっている。
難民化する参加者は年々増大しており、近年では「フリープレイを含む全ての企画が人数オーバーで、どこのイベントにも物理的に参加できない」という状況が発生するまでになった。特に2004年のJGCでは参加人数が会場のキャパシティ以上のものとなってしまい、激しい難民化が起こりネットのコミュニティなどでは運営に関して強く問題視された。こうした事態への対策として2006年のJGCからは当日参加者はフリープレイやライブRPGに参加できないとされ、一応の解決は見たものの不満の声は大きかった。
難民が増えていっている背景には様々な要因があるが、以下の三つが大きなものとしてあげられる。
宿泊参加者の増加
『ソードワールド』などによって引き起こされた1990年代のテーブルトークRPGのブーム時に入ってきた学生たちが経済的に余裕のある社会人になったために、2000年代に入って宿泊参加者が増大した（成人の参加者には毎年かそれに近い回数参加しているリピーターも少なからずおり、一部のイベントにおいては「会場飾りなどの道具類を自前で持参、運営側に貸与する」「大量のサイコロを持ち込み、有力プレイヤーとして動向が重要となる」「大変にゲーム適性が高く、参加したイベントでは必ず上位に入賞する」「毎年同じコスプレをして参加する」など名物として半ば参加が前提となっているリピーターも存在するほどである）
会場の規模の縮小
参加者が増大する一方で2004年の会場変更以降、会場規模が縮小されてしまっている
特定イベントへの集中
JGCでは参加希望者が多いイベントと少ないイベントとの格差が年々激しくなっていっている。これはネットでの情報収集が広まったことにより、前年のJGCで評判が良かったイベントに人が集中してしまうためという側面がある。そのため、人気イベントの参加を希望し、ギリギリまで並んでいたにもかかわらず落選してしまい、その時間には他のイベントはもう始まっていて途中参加もできず難民化してしまうという事がある。（ただし、これについては人気が集中することが見越されるイベントの参加権の抽選を開始時間よりもかなり前に行うことで回避がされつつある）
難民問題は大なり小なりは今後も対処法を模索する必要のある大きな課題である。現状ではJGCに参加するだけでなく「楽しむ」ためには、運営に頼るだけでなく、参加者自体が「自分が難民化しない」ように上手く立ち回る知恵が求められている。